# Мухаммад Султан
 Мухаммад Султан Мирза (1375—1403) — принц из династии Тимуридов, старший сын Джахангира и внук великого среднеазиатского завоевателя Амира Тимура. Будучи любимым внуком Тимура, Мухаммад Султан был одним из его главных военачальников, участвовал в военных кампаниях деда против Золотой Орды и Османской империи. В конечном итоге Мухаммад Султан был назначен Тамерланом наследником империи, но скончался в 1403 году.

## Исторический фон
Мухаммад Султан родился в 1375 году, старший сын Джахангира Мирзы (1356—1376), старшего сына Тамерлана. Его матерью была, принцесса Ханзада Бегум (Ак-Суфи Севин-бек) (ок. 1360—1411), дочь хорезмского хана Хусейна Суфи (? — 1372). Его отец, любимый наследник Тимура и первый наследник, скончался через несколько месяцев после его рождения. Его мать была внучкой по материнской линии хана Золотой Орды Джанибека, впоследствии она вновь вышла замуж за младшего брата Джахангира Миран-шаха.

## Военная карьера
В 1386 году Тимур захватил Тебриз, столицу Джалаиридского султаната . Мухаммад Султан, котормоу тогда было всего десять лет, был назначен губернатором города. Через пять лет, В 1391 году, Мухаммад Султан сопровождал своего деда в его военной кампании на территорию Тохтамыша, хана Золотой Орды. Первоначально внук командовал частью разведывательных отрядов, двигавшихся перед главными силами, позднее Тамерлан передал ему командование центром. В июне 1391 года битве на реке Кондурча Мухаммад Султан командовал центром армии Тамерлана .
В 1393 году Мухаммад Султан принял участие в военном походе против династии Музаффаридов в Фарсе. Он вместе со своим младшим сводным братом Пир-Мухаммадом был отправлен через Курдистан, захватил ряд провинций, а затем присоединился к главным силам Тимура. Тамерлан лично стал преследовал Шах-Мансура, правителя Фарса из династии Музаффаридов. Армии двух противников встретились в окрестностях Шираза. Тимур доверил свой левый фланг Мухаммаду Султану, правый — Пир-Мухаммаду, а центро отдал своему младшему сыну Шахруху. В сражении под Ширазом Тимур одержал окончательную победу над Шах-Мансуром, который погиб в этой битве, а его владения были включены в состав империи Тимура.
Мухаммад Султан вновь присоединился к своему деду Тимуру в военной кампании против Тохтамыша в 1395 году, сопровождая своего деда во второй кампании против Золотой Орды. Он возглавил правый фланг армии своего деда в битве на реке Терек и нанес тяжёлый урон левому флангу Тохтамыша, заставив его отступить, а вскоре после этого и сам Тохтамыш бежал. На следующий год Мухаммад Султан был отправлен в провинцию Ормуз на берегу Персидского залива. Взяв ряд крепостей в этой провинции, принц заставил местного правителя Мухаммада-Шаха подчиниться власти Тимура.
В 1397 году Мухаммад Султан был назначен губернатором восточной провинции Фергана. Планируя военную кампанию против Китая, Тимур приказал своему внуку укрепить крепости в этом регионе, а также разработать предполагаемый путь для ожидаемой военной кампании . Мухаммад Султан получил от деда 40-тысячную армию и построил две крепости, одну в районе Ашапара, а другую к востоку от Иссык-Куля. Принц планировал использовать их в качестве пограничной линии для операций против Могулистана в 1399 году. Но принца опередил его двоюродный брат Искандар-Мирза, который привлек гарнизон Мухаммада Султана из Ашпара для начала рейда на китайский Туркестан. Это привело к ссоре между обоими шахзаде . Вскоре Искандар-Мирза был переведен в Фергану, а Мухаммад Султан был назначен хранителем Самарканда. Последний захватил и удерживал своего двоюродного брата в столице. Атабег Искандера-Мирзы и двадцать шесть его дворян были казнены. Сообщения о реакции Тимура на вражду его внуков были противоречивыми. В одном из отчётов говорится, что Тимур обвинил Мухаммада Султана и поддержал Искандара, приказав наказать дворян первого. В другом сообщается, что Тимур встал на сторону первого и в наказание высек ноги Искандару.
Согласно Малфузат-и-Тимури, предполагаемой автобиографии Тимура, Мухаммад Султан подтолкнул своего деда Тимура к военной кампании против Делийского султаната в 1398 году.

## Строительство образовательного комплекса в Самарканде

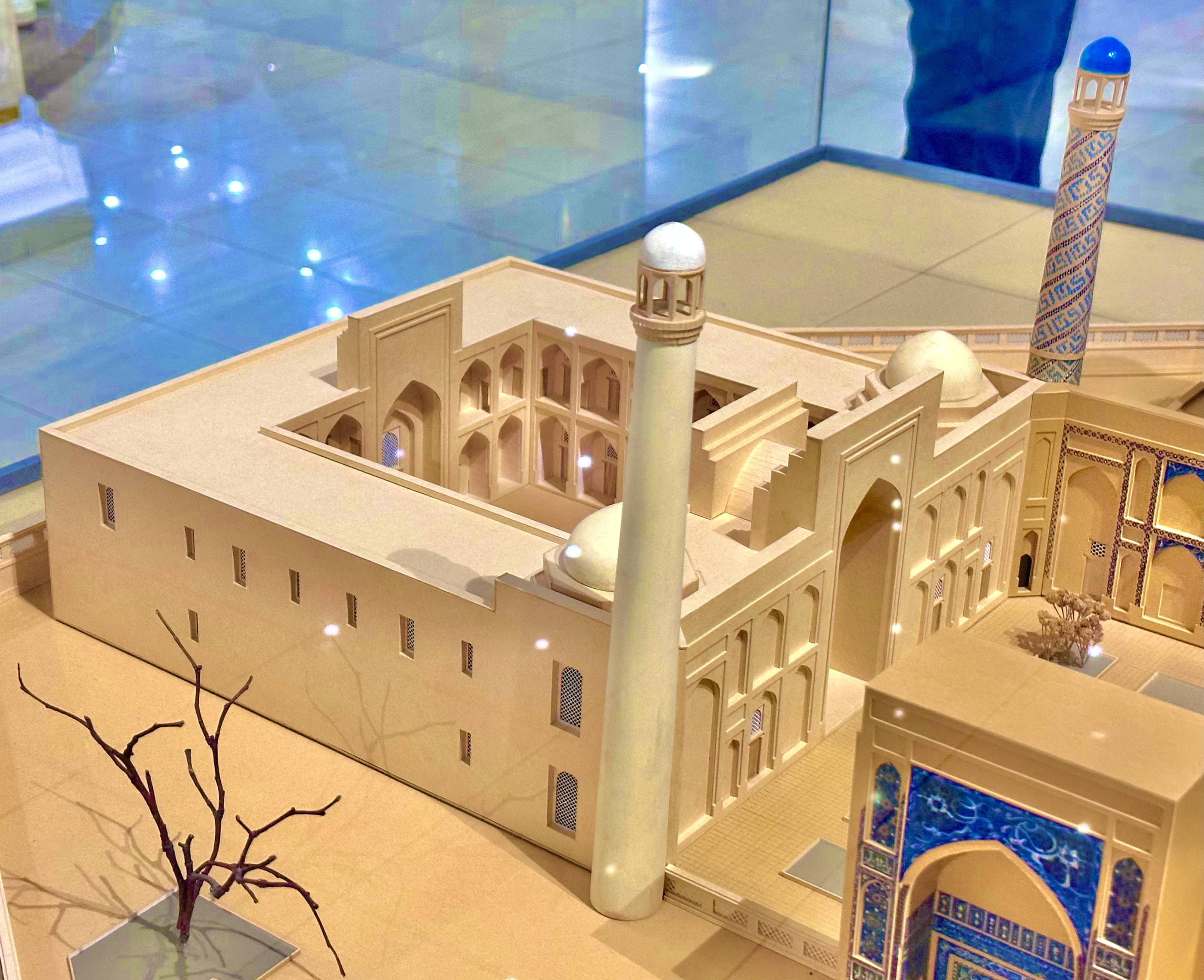
Реконструкция медресе Мухаммада Султана

В эпоху Тимура в Самарканде было построено более 20 медресе, однако в 1401 году целый образовательный комплекс был создан впервые в Самарканде со стороны Мухаммад Султана. Медресе Мухаммад Султана примыкало к двору с востока, а ханака – с запада, что двор был квадратный в плане и на углах его возвышались минареты. Медресе было двухэтажным, содержало 29 худжр. В четырёх углах его располагались купольные помещения: восточные - аудитории (дарсхана), а западные, обращенные окнами во двор ансамбля, были усыпальницами (гурхана). При раскопках были обнаружены плитки от панели в виде шестиугольных звезд и шестигранников темно-зелёного цвета со следами росписи золотом. В числе находок при раскопках северо-западной дарсханы выделяется обилие штукатурки и ганчевых сталактитов с росписями синей краской и с блестками золота. Напротив медресе была построена ханака  Главным преподавателем медресе был Джамал аддин Ахмед аль-Хорезми.

Реконструкция комплекса Гур-Эмир

## Наследник Тимура
Незадолго до своего вторжения в Индию Тимур назначил Мухаммада Султана своим прямым наследником. Когда в декабре 1398 году был взят город Дели, Тимур прочитал там хутбу, причём имя принца было произнесено рядом с его собственным. Также были отчеканены с именем Мухаммада Султана и титулом «Вали Аль-лахд» (наследник престола) после имени Тимура и марионеточного чагатайского хана. Выбор Тимура в качестве преемника основывался, главным образом, на его происхождение, а не на его положении или достижениях. К тому же Джахангир был единственным из четырёх сыновей Тимура, который родился о супруги шахзаде, а не от наложницы.
В 1399 году Мухаммад Султан был назначен губернатором Турана. Через два года последовало назначения Мухаммада Султана на земли бывшего государства Хулагуидов, которое Тимур назвал «троном Хулагу». Эти земли ранее управлялись шахзаде Миран-шахом, опальным дядей и отчимом Мухаммада Султана .
В 1402 году Тимур начал военную кампанию против османского султана Баязида I Молниеносного. Этот поход был инициирован Мухаммадом Султаном, недавно вызванным из Самарканда, который осадил и штурмовал крепость в Кемахе. Это был прямой вызов Баязиду, который недавно захватил эту крепость у союзника Тимура. Кульминацией войны было сражение при Анкаре 20 июля 1402 года, в ходе которого Мухаммад Султан возглавлял основные силы армии Тимура . Османские войска были наголову разгромлены, а сам султан Баязид вскоре был взят в плен. Сразу же после битвы принц был отправлен на османскую столицу Бурсу, чтобы захватить казну султана Баязида. Там он едва не захватил османского принца Сулеймана Челеби, который успел вывезти из столицы часть казны. После разграбления столицы Мухаммад Султан приказал сжечь город.

## Смерть и погребение

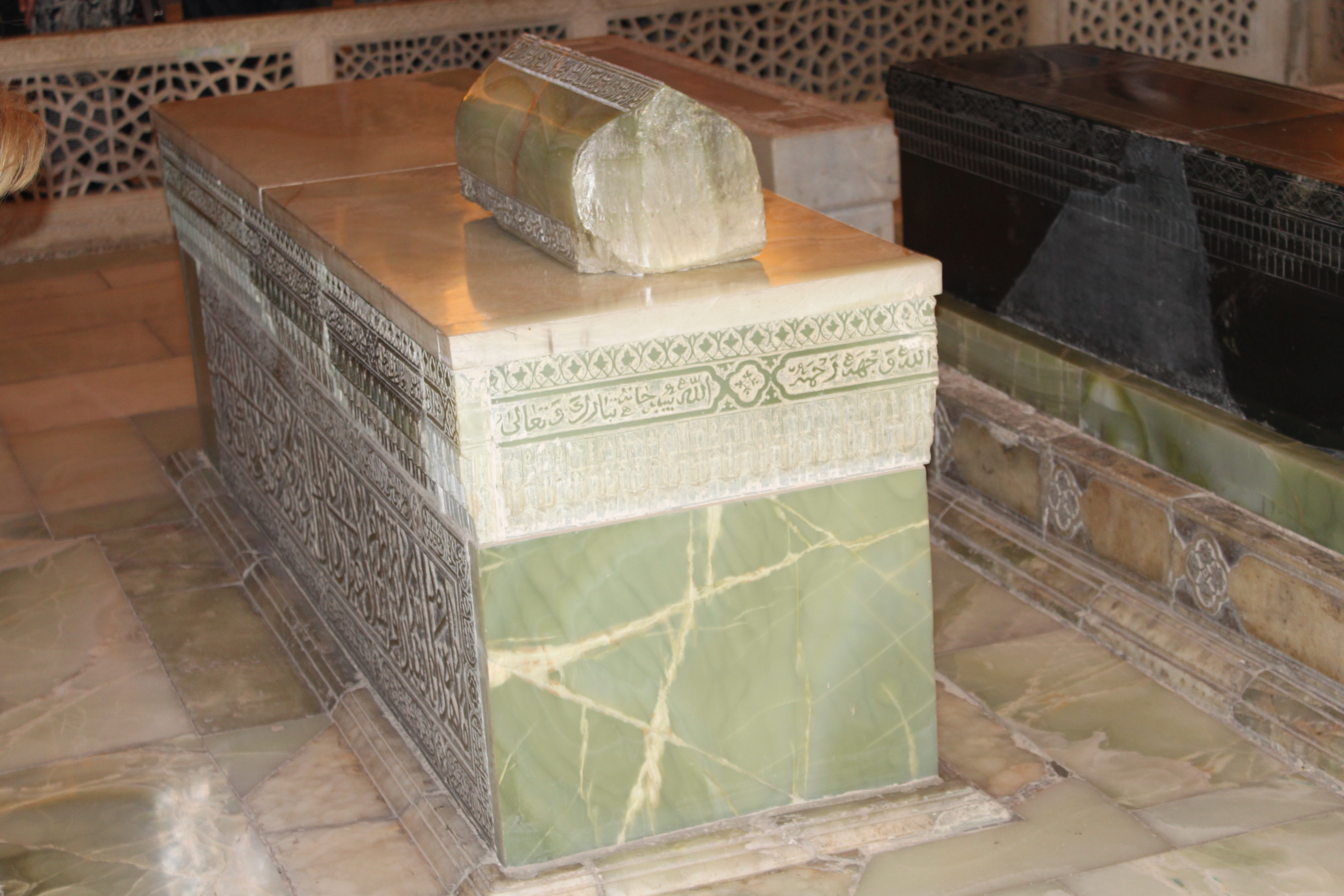
Надгробие Мухаммад Султана в мавзолее Гур Эмир

Мухаммад Султан получил приказ вернуться через Анкару, чтобы вновь присоединиться к главным силам в Кайсери . Однако во время дороги принц, уже страдавший от ран, полученных во время недавней битвы, серьёзно заболел. Он скончался 12 марта 1403 года, недалеко от города Афьонкарахисар. Тимур горько скорбел о кончине своего любимого внука и приказал всей армии носить темную траурную одежду. Двести всадников сопровождали тело Мухаммада Султана до крепости Авник. Его временно похоронили в мадаре Кедара, недалеко от города Сольтание.
В годовщину его смерти, в 1404 году, останки Мухаммада Султана его матерью были перевезены для перезахоронения в Самарканд. Он был погребен в склепе. После своей смерти в 1405 году Тимур был похоронен здесь рядом со своим внуком в мавзолее Гур-Эмир. Гробница, первоначально предназначенная только для Мухаммеда Султана, стала династическим мавзолеем Тимуридов.

## Семья
Известные жёны и наложницы:
- Ханика, дочь Мухаммеда I, правителя Чагатайского ханства

- сын Яхья (род. 1400): женат на Паянде Султан Ага, дочери Шахруха
- дочь Ака Бики (ум. 1419): замужем за Улугбеком

- Татали Би, дочь Мусаки Нукуза

- сын Саад-и Ваккас (ок. 1399—1417/18), женат на Раджаб Султан, дочери Миран-шаха

- Ханд Султан, дочь Али Бека Яуни Гурбан Ойрот

- сын Нух

- Михр Ага Назаре

- сын Мухаммад Джахангир (ок. 1396—1433), женат на Марьям Султан Ага, дочери Шахруха
- сын Азиз Султан
- дочь Аиша Бики, 1-й муж — Юсуф Дуглат, 2-й муж — Сайид Ахмад, сын Миран-шаха

- Даулат Султан

- сын Шад Малик
- дочь Фатима Султан

- Джанибег

- сын Сивиндик Султан

- Лал Чичак

- сын Исмаил